# 2019冠状病毒病疫情人权
2019冠狀病毒病疫情期間，發生人權問題如下。在COVID-19大流行期間，據報導世界各地侵犯了人權，包括審查制度、歧視、任意拘留和仇外心理。“侵犯人權阻礙而不是促進對公共衛生緊急情況的應對，並降低了效率。”
此外許多專家報告說，因為許多問題相互交織，因此疫情之下的人权不僅僅只是單一的問題。

## 健康權益

### 青年優先於老年人被治療
由於醫療儀器不足，意大利醫生需決定是否讓存活率較低的老年人繼續佔用儀器，醫生的決定變相「操生死大權」，儀器被調走後，老年病人相當於「等死」。
但一般情形下都會開放年長者提前投票等措施。

## 房東／學校強行清空租客財產
在歐洲以至中國，均發生房東針對中國學生的強行清空事件，令學生喪失護照、作業，有些更變賣學生財產例如電腦等。

### 中國
2月8日，武漢軟件工程職業學院在官網宣布有學生宿舍被臨時徵用作疫情防控工作用途。《環球時報》及《新京報》報道，2月9日，一段懷疑宿舍改造片段顯示工作人員隨意丟棄學生物品，網絡上亦曝光學生私人物品被隨意棄置及堆積，令學生不滿及網民質疑學校侵犯學生私有財產。翌日，學校發聲明致歉，指宿舍改造過程中通宵加班，保證宿舍按時交付，惟「確實出現個別人員為趕進度，整理不細緻、處理不當」，承諾開學後將「在核實的基礎上予以賠償（補償）」。《人民日報》「俠客島」事後形容事件中，學校處理學生物品是「形同處理垃圾」。
2022年2月，江苏省苏州市发生聚集性疫情，之后有网民发帖称，苏州工业园区有强制征用学生宿舍的问题。2月16日，在苏州市疫情防控工作新闻发布会上，苏州工业园区管委会副主任姚文蕾介绍，2月15日园区疫情防控指挥部发出了有关征用房屋的通知，相关单位在接到相关通知后，认为文华公寓1号楼、2号楼房间数量较多，其所处的位置在西交利物浦大学校外，公司向指挥部推荐并确定征用文华公寓1号楼、2号楼作为隔离设施，在征用的过程当中虽已向搬运公司下发了搬运指南，但仍存在管理不到位、工作有疏漏、物品无序搬运等问题，引起了大学生们的议论和不满。园区疫情防控指挥部于2月16日凌晨通知上述公司立即停止征用学生宿舍，对少部分已经完成搬迁的宿舍，要求公司及相关工作人员稳妥有序地处理后续的事宜。

### 荷蘭
3月31日，荷蘭某租房平台强行清理中國留學生的租房，經法律維權，獲賠償。

## 強制隔离設施
各國政府設立隔離設施，視乎各國的具體政策有不同的人權問題，包括強徵民居為隔離、隔離設施內的管制政策。尤其在監獄因為犯人在擠逼空間聚集（除非越獄），監獄問題在非法移民與販毒犯人比較多的美國與拉丁美洲尤受關注。

### 美國
2020年8月，夏威夷最高法院下令釋放部份犯人，以免犯人在狭小空間被感染COVID-19。

### 香港
因強徵民居為隔離設施，引發多起事件，包括：暉明邨衝突縱火、翠雅山房用作隔離營風波、駿洋邨用作隔離營風波。

## 集會自由

### 韓國
新天地教會指教眾在疫情期間有集會自由。

### 其他
以色列國會批准一項製止反政府抗議活動的新法律後，在2020年10月3日，成千上萬的以色列人在冠狀病毒封鎖下進行抗議，在以色列各地數百個街道上上街遊行。根據新法律，禁止人們在離家超過1公里的地方進行此類示威活動，該法律強制實行更嚴格的社會隔離規則。批評家稱其為言論自由的打擊。示威遊行無視法律，因為班傑明·納坦雅胡處理大流行病和腐敗指控施加了壓力。

## 宗教自由
某些國家/地區的封鎖限制也對參加宗教儀式的從業人員施加了限制。
同時，在某些國家，當局允許齋月期間從宣禮塔聽到穆斯林祈禱聲。在奧地利，波蘭，法國和其他一些歐洲國家，當局強行遮蓋臉作為保護措施，而幾年後，穆斯林婦女則拒絕遮蓋臉，而穆斯林婦女希望這樣做是宗教服裝的一部分。

## 其他
在美國，菲律賓裔美國人受COVID-19的影響尤其嚴重。許多菲律賓裔美國人在ICU擔任護士，為COVID患者提供治療，其中許多人沒有配備PPE。

### 德國
2020年，許多反對對聯邦政府法令的措施令防堵SARS-COV-2的傳播，這些禁令已向德國憲法法院提出，但均以形式或內容問題為由被駁回告訴。在大多數情況下，原告已被轉交給常規行政法院。
另外對來自SARS-COV-2感染高風險國家的人進行的強制性COVID-19測試，以身體健全和兒童監護為由提出質疑。

## 調查研究
2021年4月28日在《柳葉刀》發佈的一篇研究，對比32個實施零新冠感染病例政策和新冠病毒共存政策的國家的各種情況。研究發現那些選擇很早就採取措施控制疫情的國家的死亡率相當低，經濟活動恢復正常的時間也比較早，總體上採取的措施對人身自由的限制也少一點。新冠死亡率在實施零新冠政策的國家比新冠病毒共存的國家低25倍。研究人員把關閉商家，關閉文化場所，限制出行，禁止集會，實行宵禁等作為指標，把各國政府執行這些措施的嚴格程度用百分制來量化。結果發現實施零新冠策略的國家只有在前十個星期對人身自由的限制稍微高一些。十個星期之後，與新冠病毒共存的國家用更加限制人身自由的措施，用更長的時間來面對疫情。到2020年底，實施與新冠病毒共存策略的國家對民眾自由的剝奪程度要比實施零新冠策略的國家高兩倍多。

## 另見
- 受2019冠状病毒病疫情影响的事件列表
- 2019冠状病毒病疫情对科学与技术的影响
- 2019冠狀病毒病疫情影響的體育賽事列表
- 2019冠狀病毒病疫情對宗教的影響
- 2019冠狀病毒病疫情對電影業的影響

## 來源
1. ↑  Thomson, Stephen; Ip, Eric. . Oxford University Press. 29 September 2020  [3 October 2020]. S2CID 222209692. doi:10.1093/jlb/lsaa064. （原始内容存档于2021-01-24）.
2. ↑  Horowitz, Jason. . The New York Times. 12 March 2020  [13 March 2020]. （原始内容存档于2020-05-23）.
3. ↑  . finance.sina.com.cn. 2020-02-10  [2020-08-23]. （原始内容存档于2020-02-17）.
4. ↑  . www.bjnews.com.cn.   [2020-08-23]. （原始内容存档于2020-02-17）.
5. ↑  . www.bjnews.com.cn.   [2020-08-23]. （原始内容存档于2020-02-17）.
6. ↑  . www.guancha.cn.   [2020-08-23]. （原始内容存档于2020-02-22）.
7. ↑  . 央视新闻客户端. 2022-02-16  [2022-02-16]. （原始内容存档于2022-02-16）.
8. ↑  . 荷乐网. 2020-07-06  [2020-08-23]. （原始内容存档于2020-07-06）.
9. ↑  . KITV. 2020-08-16  [2020-08-23]. （原始内容存档于2020-08-17）.
10. ↑  安東尼. . RFI - 法國國際廣播電台. 2021-05-05  [2021-05-09]. （原始内容存档于2021-05-10） （中文（繁體））.
11. ↑  Oliu-Barton, Miquel; Pradelski, Bary S. R.; Aghion, Philippe; Artus, Patrick; Kickbusch, Ilona; Lazarus, Jeffrey V.; Sridhar, Devi; Vanderslott, Samantha. . The Lancet. 2021-06-12, 397 (10291): 2234–2236. ISSN 0140-6736. PMC 8081398 . PMID 33932328. doi:10.1016/S0140-6736(21)00978-8 （英语）.